# 쿡씨
쿡씨(베트남어: Họ Khúc, (𣱆曲))는 당나라 후기부터 오대십국 시기까지 베트남을 통치한 토착 가문이었다. 당나라는 618년 이후 베트남 북부 교지군을 장악하고 안남도호부(A Nam Đô Hộ Phủ)를 세웠다. 이러한 통치는 10세기까지 지속되었는데, 905년 쿡트어주가 절도사로 임명되었고, 중국으로부터의 완전한 독립을 위한 길을 열었다.